# Fontaine des Naïades
La fontaine des Naïades est située à Rome, au centre de la place de la République.

## L'histoire
Dans les dix dernières années de son pontificat, le pape Pie IX a commandé et financé la reconstruction de l'ancien aqueduc de l'Aqua Marcia, gravement endommagé par les Goths au VIe siècle, et depuis lors resté inutilisé. La gestion du nouvel aqueduc a été confiée, en 1868, à la société “Acqua Pia Antica Marcia SpA (dont la marque peut encore être trouvée sur certaines fontaines et des regards), qui est longtemps restée l'un des principaux fournisseurs de l'approvisionnement en eau de la ville.
Les travaux devaient se terminer dans un grand « show » (comme d'autres papes avaient fait pour les aqueducs inaugurés au cours de leur règne). Le pape a inauguré la fontaine le 10 septembre 1870, 10 jours avant la brèche de Porta Pia et la fin de son règne temporel.
Quelques années plus tard, en 1888, profitant d'une planification urbaine de la zone, la Ville, souhaitant déplacer la fontaine de quelques mètres, a vu l'occasion de la reconstruire complètement, avec un nouvel aspect. Le projet de l'architecte Alessandro Guerrieri inclut trois bassins circulaires concentriques;  l'ensemble de la structure est immergée dans une grande vasque peu profonde. La première tentative (à l'occasion de la visite à Rome de l'empereur allemand Guillaume II) pour fixer les quatre lions accroupis, prévus comme ornement du complexe, n'ayant pas réussi, le projet fut abandonné.
Le projet du sculpteur palermitain Mario Rutelli, achevé et inauguré en 1901, se composait de quatre figures féminines nues en bronze (montées à la place des lions dans les bassins ), représentant des scènes de nymphes : la Nymphe des Lacs, reconnaissable au cygne qu'elle tient contre elle, la Nymphe des Fleuves, couchée sur un monstre aquatique, la Nymphe des Eaux souterraines, allongée sur un dragon, et la Nymphe des Océans, en selle sur un cheval, symbole de la mer. Un grand jet d'eau tombe sur les statues, tandis qu'une nombreuse série de petits jets d'eau est dirigée vers l'intérieur. L'ensemble du complexe est entouré d'une balustrade.
La position particulièrement sensuelle et lascive des statues, et l'éclat des corps féminins nus dans l'eau, s'est avéré être un spectacle immoral et indécent pour l'aile conservatrice de la ville, et notamment pour le Vatican. Celui ci souhaitait faire enlever les statues, mais la Commune, plus progressiste, a souhaité les conserver.
Rutelli avait également été désigné pour la décoration du groupe central de la fontaine. La création du sculpteur était plutôt bizarre: trois tritons, un dauphin et un gros poulpe, s'accrochant entre eux, apparemment dans un combat. Quand, en 1911, le premier modèle a été placé sur le haut de la fontaine, il a provoqué des réactions sarcastiques, et le groupe a été rebaptisé "poêlée". Il fut bientôt supprimé, et remplacé par un autre, plus sobre. En 1912, enfin, la fontaine a pris son aspect actuel, avec l'arrangement, dans le centre du groupe du Glauco, où un personnage masculin, nu, saisit un dauphin, symbolisant la domination de l'homme sur les forces naturelles. L'ensemble des travaux a été ré-inauguré en 1914.

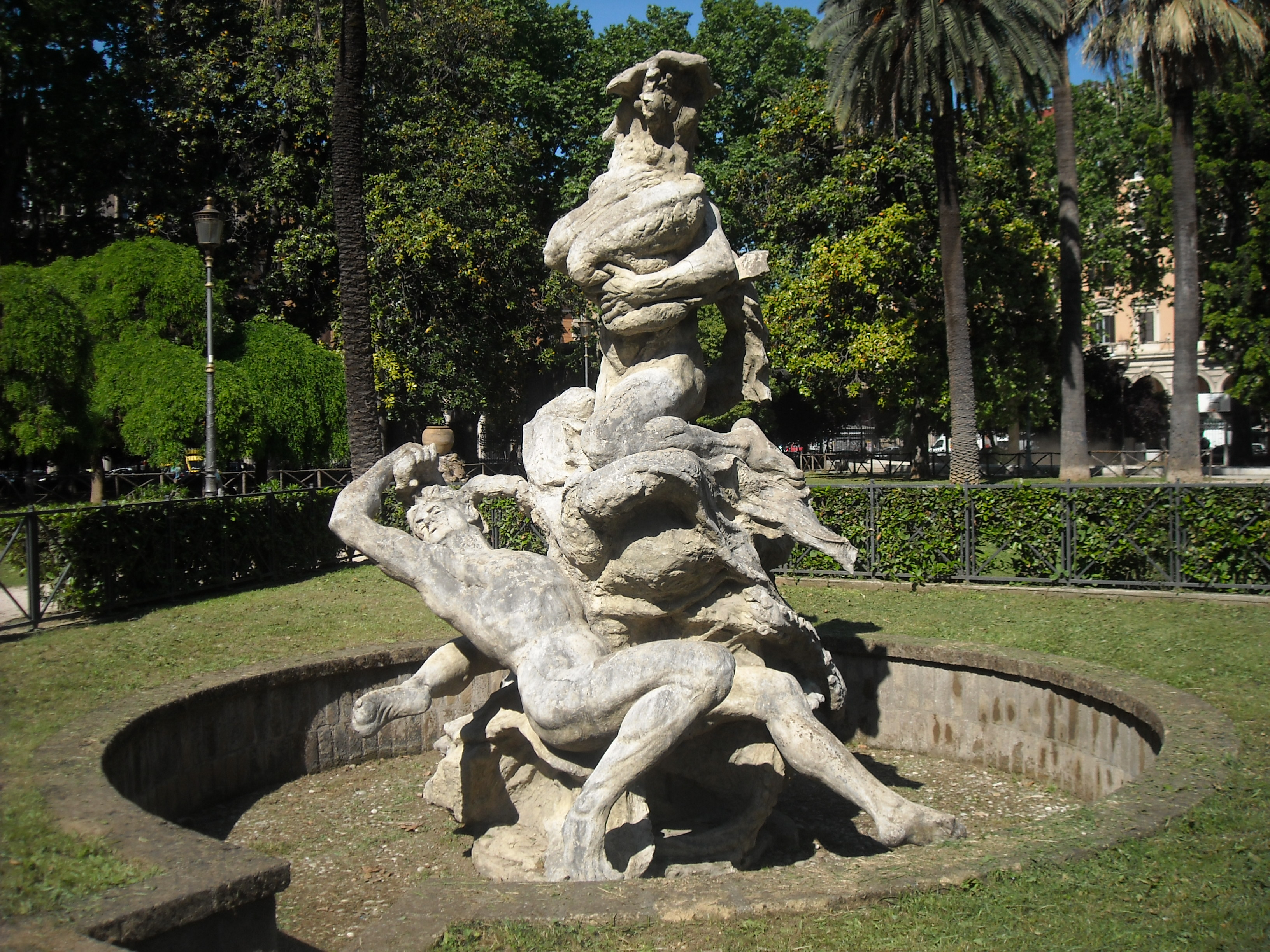
Le groupe, appelé « poêlée » dans les jardins de la piazza Vittorio Emanuele II.
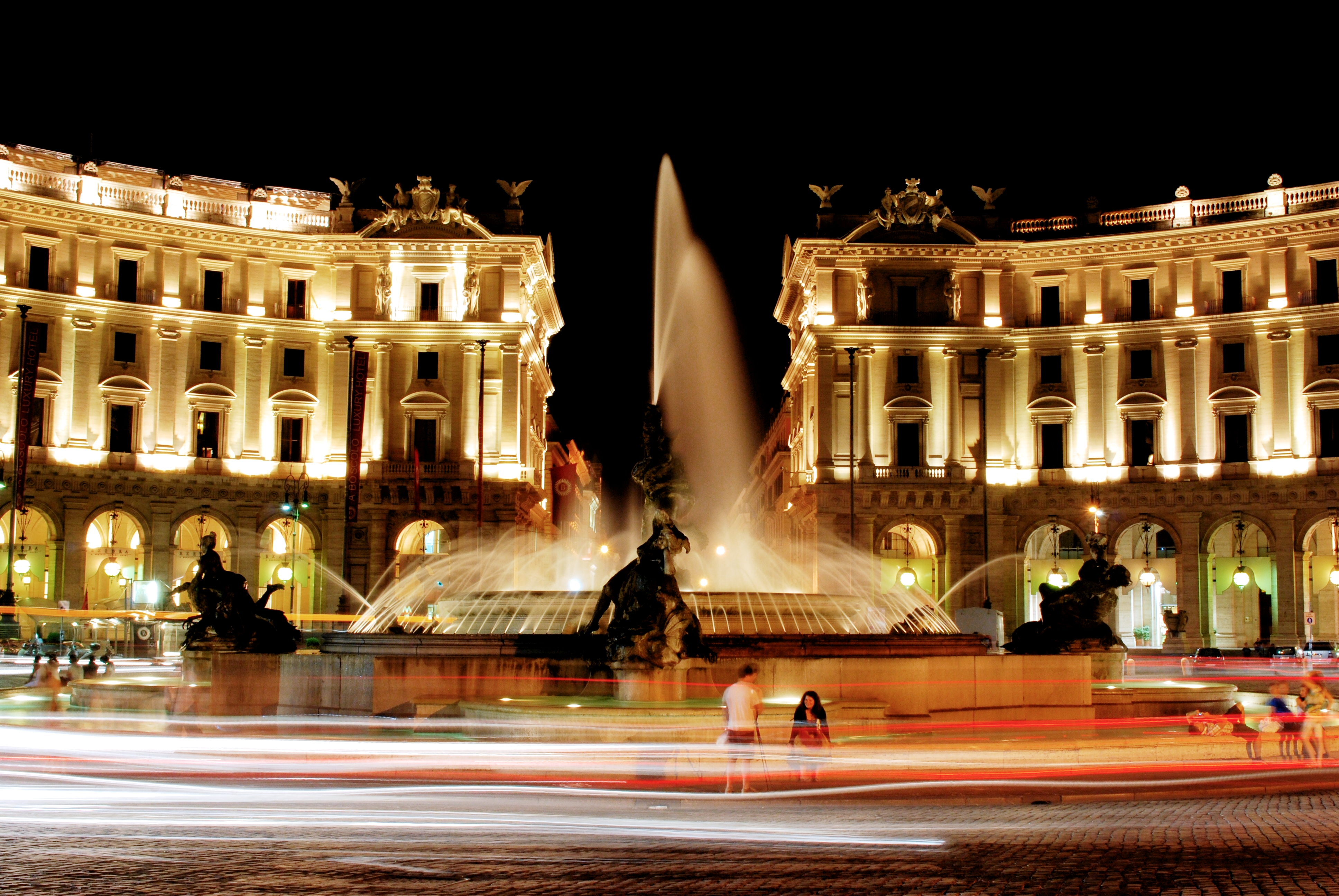
La fontaine, de nuit.
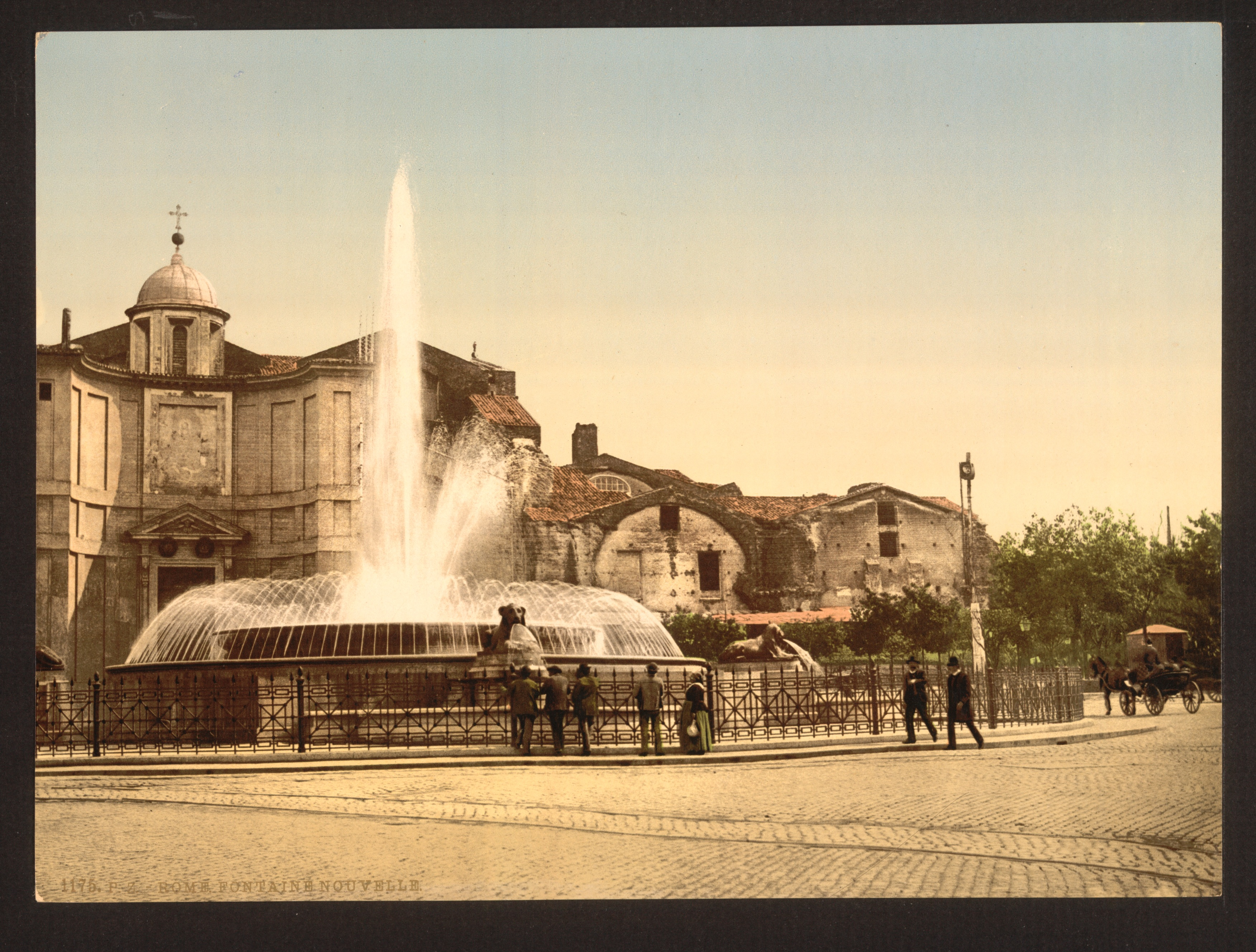
La fontaine entre 1890 et 1900.
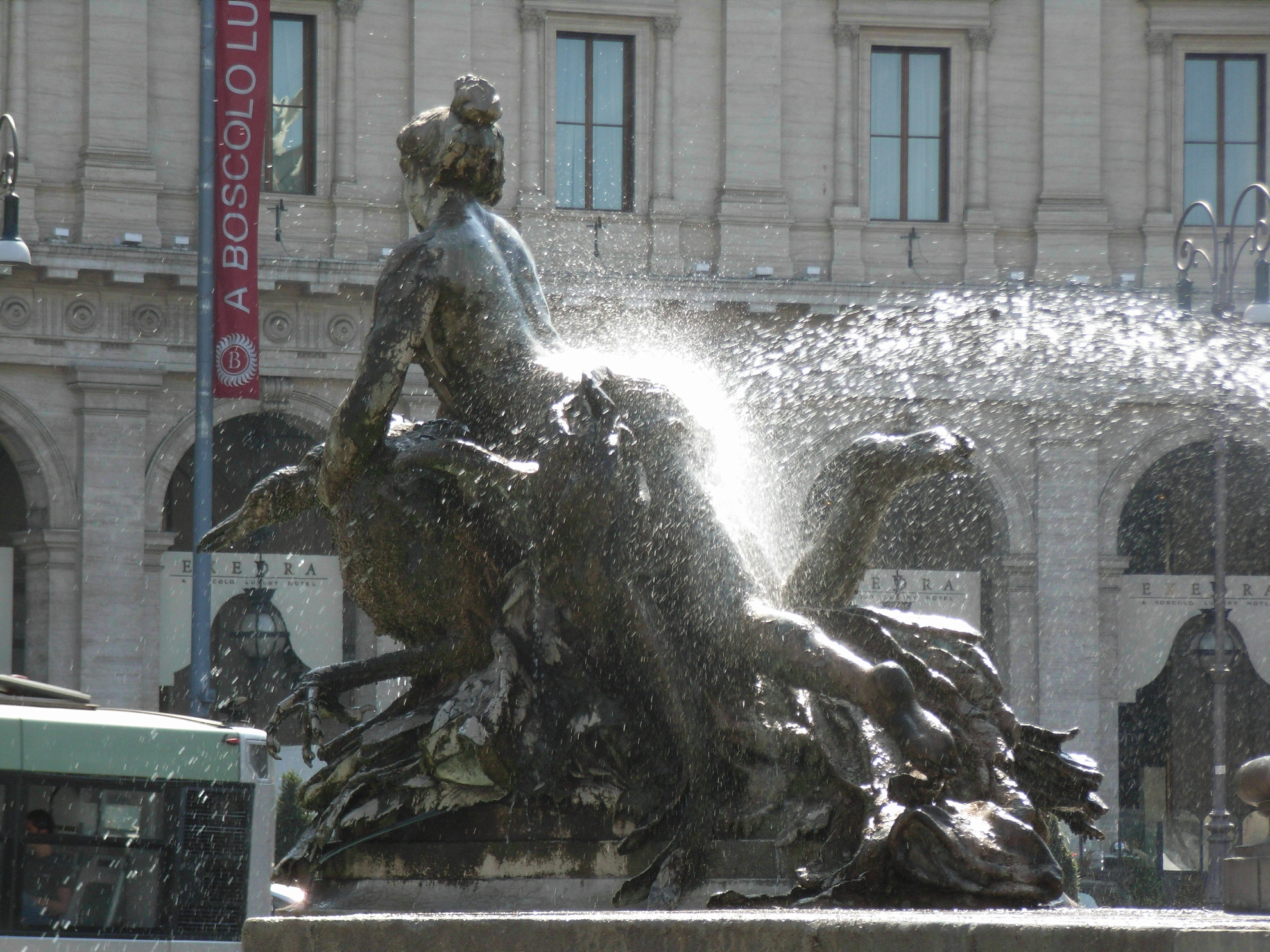
Détail de la fontaine.